# Tri Nations 2009
Il Tri Nations 2009 (in inglese 2009 Tri Nations Series) fu la 14ª edizione del torneo annuale di rugby a 15 tra le squadre nazionali di Australia, Nuova Zelanda e Sudafrica.
Si tenne dal 18 luglio al 19 settembre 2009 e fu vinto per la terza volta dal Sudafrica.
Per ragioni commerciali, in Nuova Zelanda il torneo fu noto come 2009 Investec Tri Nations a seguito di accordo di sponsorizzazione con Investec, gruppo bancario anglo-sudafricano.
Il torneo si rivelò essere una competizione a due tra gli All Blacks e i campioni mondiali in carica degli Springbok, con l'Australia fuori gioco già alla terza partita benché una sua vittoria tardiva sui sudafricani alla penultima partita avesse tenuto aperto il torneo fino alla fine: ad Hamilton, nella partita finale e decisiva tra le due contendenti di stagione, fu il Sudafrica ad avere la meglio per soli tre punti, 28-25, che le consegnarono la partita e il primo titolo dal 2004 nonché terzo complessivo.
Due i riconoscimenti accessori in palio: il più antico, la Bledisloe Cup, articolato su quattro incontri tra Australia e Nuova Zelanda, tre dei quali durante il torneo (il quarto si tenne a Hong Kong il 1º novembre successivo e, a seguire, il Mandela Challenge Plate, assegnato sui risultati dei tre incontri nel torneo tra Australia e Sudafrica e appannaggio di quest'ultima.
Il valore delle marcature, come stabilito dall’IRFB nel 1992, era: 5 punti per ciascuna meta (7 se trasformata), 3 punti per la realizzazione di ciascun calcio piazzato, idem per il drop.

## Nazionali partecipanti e sedi
| Squadra       | Città                              | Impianto interno                                       |
| ------------- | ---------------------------------- | ------------------------------------------------------ |
| Australia     | Brisbane Subiaco Sydney            | Lang Park Subiaco Oval Stadium Australia               |
| Nuova Zelanda | Auckland Hamilton Wellington       | Eden Park Waikato Stadium Regional Stadium             |
| Sudafrica     | Bloemfontein Città del Capo Durban | Free State Stadium Newlands Stadium Kings Park Stadium |

## Risultati
| Arbitro: | Craig Joubert |

|                                |      |                     |
| McCaw 25’                      | mt   | 3’ Barnes           |
| Donald 25’                     | tr   | 3’ Giteau           |
| Donald 14’, 41’, 44’, 60’, 73’ | c.p. | 9’, 19’, 45’ Giteau |

| Arbitro: | Alain Rolland |

|                                                        |      |                          |
| R. Pienaar 24’ Fourie 72’                              | mt   | 47’ C. Smith             |
|                                                        | tr   | 47’ Donald               |
| F. Steyn 6’, 32’ R. Pienaar 16’ M. Steyn 42’, 56’, 77’ | c.p. | 3’, 51’, 63’, 73’ Donald |

| Arbitro: | Nigel Owens |

|                                                  |      |                                   |
| M. Steyn 38’                                     | mt   | 12’ Ross                          |
| M. Steyn 38’                                     | tr   | 12’ Donald                        |
| M. Steyn 5’, 15’, 18’, 32’, 40+2’, 56’, 64’, 74’ | c.p. | 7’, 29’, 51’ Donald 61’ McAlister |

| Arbitro: | Alain Rolland |

|                                           |      |                             |
| Matfield 27’                              | mt   | 2’ Ashley-Cooper 66’ Giteau |
|                                           | tr   | 2’, 66’ Giteau              |
| M. Steyn 8’, 11’, 13’, 21’, 36’, 54’, 78’ | c.p. |                             |
| M. Steyn 24’                              | drop | 14’ Barnes                  |

| Arbitro: | Jonathan Kaplan |

|                                      |      |                   |
|                                      | mt   | 64’ Nonu          |
|                                      | tr   | 64’ Carter        |
| Giteau 6’, 10’, 34’, 40+2’, 47’, 67’ | c.p. | 3’, 44’, 58’, 78’ |

| Arbitro: | Bryce Lawrence |

|                            |      |                                          |
| Giteau 43’, 75’ Turner 80’ | mt   | 5’ F. du Preez 9’ Fourie 32’, 53’ Habana |
| Giteau 43’, 80’            | tr   | 5’, 32’, 53’ M. Steyn                    |
| Giteau 27’, 39’            | c.p. |                                          |

| Arbitro: | Wayne Barnes |

|                                |      |              |
| Ashley-Cooper 62’ O’Connor 76’ | mt   |              |
| Giteau 62’                     | tr   |              |
| Giteau 5’, 26’                 | c.p. | 36’ M. Steyn |
| Giteau 34’                     | drop | 28’ M. Steyn |

| Arbitro: | Nigel Owens |

|                               |      |                                        |
| Sivivatu 55’ McCaw 78’        | mt   | 19’ F. du Preez 51’ J. de Villiers     |
| Carter 55’, 78’               | tr   | 19’, 51’ M. Steyn                      |
| Carter 1’, 14’, 22’, 34’, 64’ | c.p. | 6’, 9’, 26’ F. Steyn 33’, 71’ M. Steyn |
|                               | drop | 17’ M. Steyn                           |

| Arbitro: | Craig Joubert |

|                                |      |            |
| Jane 31’ Nonu 75’ Rokocoko 80’ | mt   |            |
| Carter 31’, 75’, 80’           | tr   |            |
| Carter 14’, 16’, 21’, 46’      | c.p. | 7’ Giteau  |
|                                | drop | 28’ Barnes |

## Classifica
| Pos | Squadra       | G | V | N | P | PF  | PS  | DP  | BMP | Pt |
| --- | ------------- | - | - | - | - | --- | --- | --- | --- | -- |
| 1   | Sudafrica     | 6 | 5 | 0 | 1 | 158 | 130 | +28 | 1   | 21 |
| 2   | Nuova Zelanda | 6 | 3 | 0 | 3 | 141 | 131 | +10 | 1   | 13 |
| 3   | Australia     | 6 | 1 | 0 | 5 | 103 | 141 | −38 | 3   | 7  |